# Jakob Simonsen
Kornelius Jakob Mortujuk Anders Simonsen (* 25. Mai 1917; † unbekannt) war ein grönländischer Kaufmann und Landesrat.

## Leben
Jakob Simonsen war der Sohn des Jägers Ole Simonsen (1894–?) und seiner Frau Johanne (1896–?). Er arbeitete als Udstedsverwalter in Ittoqqortoormiit und wurde 1967 für eine Legislaturperiode bis 1971 in den grönländischen Landesrat gewählt. An der Sitzung im Herbst 1969 konnte er nicht teilnehmen.